# Девственная плева
Де́вственная плева́, или гиме́н (лат. hymen), — складка слизистой оболочки с отверстием, прикрывающая вход во влагалище между внутренними и наружными половыми органами некоторых млекопитающих.
В силу гомологичного развития репродуктивной системы девственную плеву имеют следующие млекопитающие: шимпанзе, люди, лошади, ламантины, слоны, киты.
При первом половом акте девственная плева обычно (но не всегда) разрушается. Акт её разрыва называется дефлорацией. После родов она практически не сохраняется. Существует понятие травматической дефлорации, когда разрушение плевы не связано с половым актом, а произошло в результате какой-либо травмы или вследствие нагрузок.
Наличие девственной плевы приводится в качестве аргумента против теории наследования приобретённых признаков Ламарка, так как несмотря на приобретение признака разрушенной плевы, продолжающееся сотни тысяч лет, самки продолжают рождаться с ней.
Встречается врождённое отсутствие девственной плевы — аплазия. Также возможно вторичное заращение плевы после её разрушения — атрезия. В некоторых случаях также применяются искусственное удаление или восстановление девственной плевы хирургическими методами.
Девственная плева может сильно различаться по форме, толщине и эластичности.

## Строение и виды девственной плевы у людей
Ниже перечислены основные типы девственной плевын:
- Кольцевидная (анулярная) — имеет круглое отверстие посередине и окружает вход во влагалище по краям. Это один из самых распространенных типов гимена.
- Полулунная — напоминает полумесяц, закрывая часть входа во влагалище снизу, оставляя полулунное отверстие сверху. Этот тип также достаточно распространен.
- Сетчатая (решетчатая) — имеет несколько мелких отверстий, через которые могут выходить выделения. При этом ткань гимена распределена в виде сетки.
- Лопастная — состоит из нескольких отдельных долей или лопастей, что может придавать гимену специфическую форму и структуру.
- Микроперфорированная — имеет одно или несколько очень маленьких отверстий, что может затруднять выделение менструальной крови и требовать медицинского вмешательства, если проходимость затруднена.
- Имперфорированная (сплошная) — полностью перекрывает вход во влагалище без отверстий. Этот тип является редким и требует хирургического вмешательства, поскольку может препятствовать выходу менструальной крови.

## Функции у людей
Девственная плева выполняет несколько функций, таких как частичная защита входа во влагалище от инфекций. Однако её структура и наличие целостности не являются признаком половой активности, так как плева может растягиваться или рваться не только во время полового акта, но и вследствие физической активности, использования тампонов или даже без видимых причин.
Эластичность гимена у разных женщин также варьируется: у кого-то она очень податлива и может не разрываться при первом половом контакте, а у других – более плотная и может порваться даже при незначительном воздействии.

## Изображения человеческой плевы

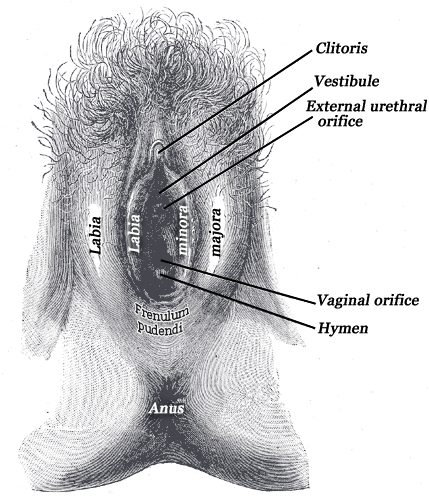
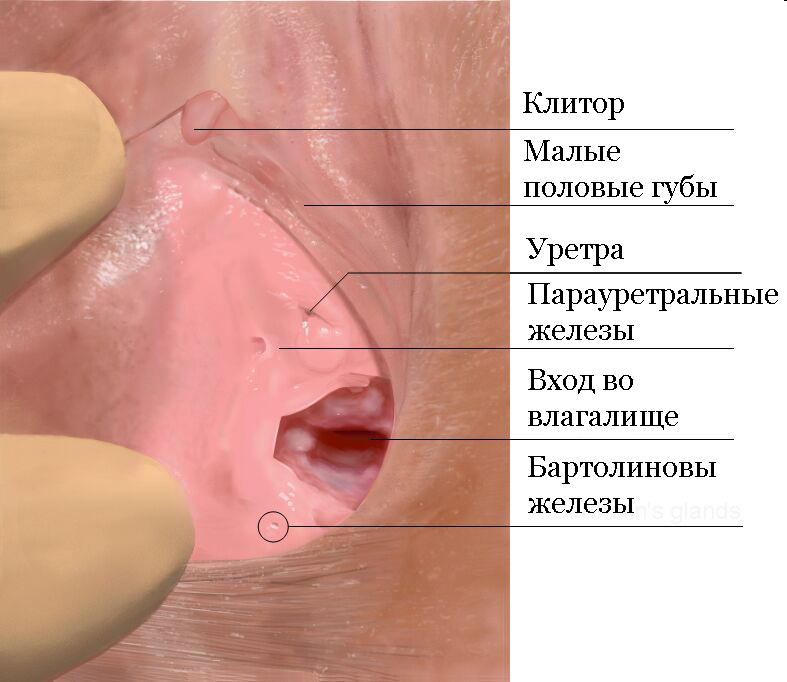

## Этимология
Древнегреческое ὑμήν (hymḗn) означает «кожица, плёнка», то же, что славянское плева.